# Paní Bovaryová
Paní Bovaryová (v originále Madame Bovary) je realistický román Gustava Flauberta (1821–1880) vydaný v časopise  Revue de Paris roku 1856 a knižně roku 1857. Jedná se o první autorův román.

## Postavy

### Hlavní postavy
- Emma Bovaryová – romantická, vášnivá, naivní, žije z velké části ve svých představách, a tím se svými myšlenkami vzdaluje realitě
- Charles Bovary – obyčejný, lékař, který přestože Emu miluje, není schopen své city vyjádřit tak, jak by si Ema přála
- Leon – písař, miluje Emmu a je stejně romantický jako ona
- Radolphe – Don Juan, rád si užívá života, miluje ženy a rád je získává, podaří se mu získat i Emmu

### Vedlejší postavy
- Bovaryho matka
- otec Rouault - Emmin otec
- Homais - lékárník, neustále mluví, zejména o sobě
- Hippolyte - čeledín s koňskou nohou, kterou mu po nezdařené Bovaryho operaci amputují, dále nosí protézu
- paní Lefrancoisová - majitelka hostince Zlatý lev
- Canivet - zkušený lékař, je přivolán, když je Bovary v koncích
- Félicité - služebná u Bovaryů, jediná zná Emmina tajemství
- Justin - služebník u Homaisů
- Lheureux - obchodník, s vidinou zisku dostane Emmu do dluhů
- Lestibudois - zahradník, Bovaryovi mu neustále dluží výplatu
- Binet - výběrčí daní
- Tuvache - starosta
- Guillaumin - notář
- Hivert - kočí Vlaštovky, povozu mezi Yonville a Rouenem

## Děj románu
Vystudovaný lékař Charles Bovary žije v Tôtes se svou první ženou paní Dubucovou. Jejich sňatek zinscenovala Charlesova matka, neboť paní Dubucová je zámožná a Charles měl být tak sňatkem finančně zaopatřen. Jednoho dne v noci za Charlesem přijede čeledín se zprávou, že statkář má zlomenou nohu a potřebuje pomoc. Na statku Charles potká Emmu, která se mu ihned zalíbí, a poté, co mu umře žena, se dohodne s Emminým otcem na svatbě.
Emma vstupuje do vztahu s nadšením a plna ideálů, které načerpala při svém dřívějším pobytu v klášteře četbou milostných knih. Po určité době, a především po plese markýze, který ji a Charlese pozve za Charlesovy zásluhy, jí dochází, že s Charlesem nezažije život plný vášně a dobrodružství, ale pouze nudné stereotypní manželství. Uzavírá se do sebe a celé dny jenom sní o životech lidí z nejvyšší vrstvy a velkých měst.Charles se o ni začne strachovat a na popud kamaráda se stěhují do Yonville.
Při příjezdu je již paní Bovaryová těhotná, porodí zde dceru a ihned ji dává kojné. První večer se seznamuje s Leonem, se kterým si rozumí. Mají společné sny i způsob myšlení. Začnou spolu trávit stále více času až se do sebe zamilují, vzájemně si však nikdy své city neprojeví. Emma se po nějaké době začne lásky k Leonovi bát, začne se ho stranit a nešťastný Leon se rozhodne raději odjet studovat práva do Paříže.
Po jeho odjezdu se Emma opět uzavírá do sebe. Po několika měsících přijede za Charlesem do Yonville Radolphe, vlastník blízkého panství. Radolphe má zálibu v ženách a Emma mu připadá velmi přitažlivá. Rozhodne se ji získat. Při další návštěvě jí ihned vyzná své city, které doplní slovy, že ji miluje. Okouzlená Emma s ním začíná milostný poměr. Zamiluje se do něj a na důkaz lásky mu mimo jiné začne kupovat drahé dárky od místního obchodníka. Většinu z nich kupuje na dluh, který během celého příběhu roste, ale Emma si to neuvědomuje, protože se její mysl omezuje na soužití s milenci a na snění. 
Její láska stále roste, až se s Radolphem dohodne, že příštího dne spolu odcestují. On si to v předvečer rozmyslí a pošle jí pouze lživý omluvný dopis. Zklamaná Emma je touto skutečností zdrcena tak, že z toho onemocní. Charles se o ni opět bojí, a tak jí chce udělat radost tím, že ji vezme na operu do velkého města - Rouenu. Zde se Emma opět setkává s Leonem a jejich láska znovu vzplane. Začíná její další milostný vztah. I v tomto případě kupuje Emma svému příteli řadu drahých dárků.
Jednoho dne jí přijde domů dopis, že pokud ihned nezaplatí 3000 franků příštího dne, jí, a tedy i Charlesovi, bude zabaven všechen majetek. Emmě najednou začne docházet, čeho se dopustila věčným utrácením. Jde za Leonem prosit o pomoc. Leon se bojí, že kdyby jí peníze půjčil, už by je nedostal zpátky a tak by přišel i o zaměstnání. Proto ze strachu pomoc odmítne. Zdrcená Emma zkouší své štěstí u Radolpha. Ten je však bez peněz, tudíž i zde jsou její prosby neúspěšné. Emma, která žila svůj vysněný život pouze se svými milenci, je zoufalá. To, čemu věřila a co pro ni bylo vším, ji zklamalo. Peníze se jí sehnat nepovede, a tak učiní podle sebe jediné možné východisko. S lékárníkovou pomocí se otráví arzenikem. Na smrtelné posteli jí dochází, že je šťastná, protože je konec a nic ji už trápit nebude. Charles, který ztrátu milované ženy psychicky neunese, zanedlouho umírá. Dcera Bertha je dána do péče babičce, která po čase také zemře. Nakonec Bertha skončí u své chudé tety a už od dětství si musí vydělávat na živobytí.

## Námět
Flaubert našel námět k dílu v novinách, po přečtení zprávy, že blízko Rouenu se otrávila žena venkovského lékaře, a jejímuž skonu předcházelo manželské drama. Prostředí paní Bovaryové je shodné s tím, ve kterém spisovatel žil. Jde o okolí Rouenu.

## Myšlenka
Myšlenkou je kam až může člověka dovést nenaplnění jeho ideálů.

## Plán kompoziční
Kniha je rozdělena do tří částí z hlediska hlavního místa děje a v rámci každé části je rozdělena do kapitol.
Kniha je psaná chronologicky s občasnými odkazy na minulost postav.
V příběhu je jedna hlavní dějová linie.

## Plán jazykový
Autor píše v krátkých souvětích, ve kterých často využívá obrazná přirovnání. Dílo je psáno ve třetí osobě (v tzv. er-formě).

## Znaky realismu
[zdroj?]
- Kritika toho, že plnohodnotný život mohou žít pouze lidé z vyšší vrstvy.
- Autor se zde zabývá problémem sňatku bez lásky.
- Autor se v díle snaží o objektivní popis, proto je někdy popis místa nebo děje strohý, a zabývá se pouze významnými skutečnostmi.
- V díle lze rozpoznat společenské bariéry a rozdíly mezi jednotlivými společenskými vrstvami.

## Srovnání s autorovými díly
Z autorových děl je „Paní Bovaryová“ nejvíce podobná dílu „Citová výchova“, ve které je hlavní hrdina Fréderic Moreau stejným snílkem jako Ema Bovaryová, oba sní o lepším životě, avšak Ema se pro to rozhodne něco udělat a chvílemi se i její sny plní, kdežto Fréderic zůstane pouze u svých snů.

## Srovnání s díly té doby
Román „Paní Bovaryová“ lze srovnávat s dílem ruského spisovatele Lva Nikolajeviče Tolstého „Anna Karenina“. Obě ženské postavy , Ema i Anna vstoupí do sňatku bez lásky, stanou se v něm nešťastnými a východisko naleznou v cizoložství. Na rozdíl od Emy se Anna svému manželovi přizná a opustí ho se svým milencem Vronským. Obě ženy končí svůj život shodně – sebevraždou. Anna proto, že ji její láska, jak se domnívá, zklamala; Ema proto, že nedokáže ustát nápor reality.

## Paní Bovaryová v českém prostředí

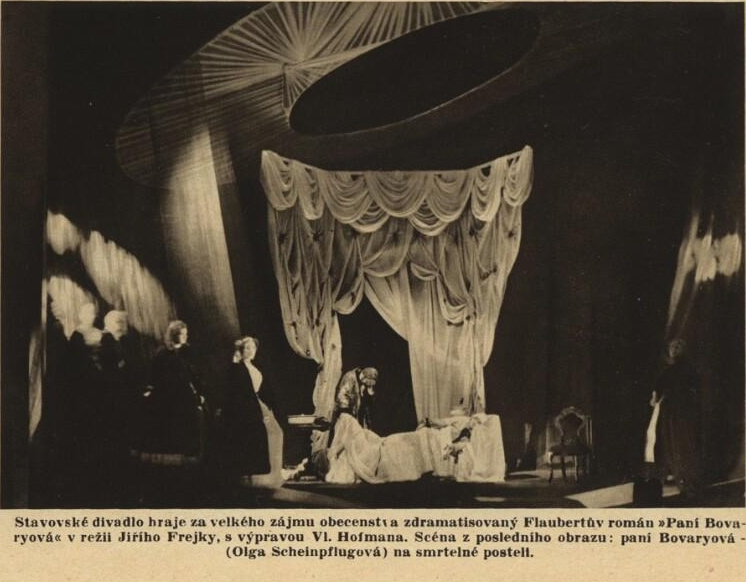
Paní Bovaryová, Stavovské divadlo (1938)

### Knižní vydání
Česky vyšel román Paní Bovaryová zhruba třicetkrát. Prvním vydavatelem byl Časopis českého studentstva v roce 1892.

### Divadelní adaptace
- V roce 1938 hrálo Paní Bovaryovou Stavovské divadlo v Praze. Režii měl Jiří Frejka, Emu Bovaryovou hrála Olga Scheinpflugová.[2]
- V češtině též zdramatizoval román v 50. letech 20. století Miloslav Stehlík.
- Brněnské Hadivadlo uvedlo Paní Bovaryovou v režii Ivana Buraje v roce 2015.[3]
- V roce 2017 uvedlo Paní Bovaryovou pražské Divadlo pod Palmovkou, v titulní roli Lucie Štěpánková.[4]

## Bovarysmus
Paní Bovaryová se stala literárním typem. Podle ní vznikl tzv. bovaryzmus, znamenající útěk od skutečnosti k iluzím.

## Filmy natočené podle románu
- 1932: Unholy Love (USA, 75 minut, režie: Albert Ray, hrají: H. B. Warner, Lila Lee, Beryl Mercer).
- 1933: Madame Bovary (Francie, 101 minut, režie: Jean Renoir, hrají: Pierre Renoir, Alice Tissot, Edmond Beauchamp): přesná adaptace, považovaná za „definitivní“ filmovou podobu románu.
- 1937: Madame Bovary (Německo, 95 minut, režie: Gerhard Lamprecht, hrají: Pola Negri, Paul Bildt, Katharina Brauren).
- 1949: Madame Bovary (USA, 130 minut, režie: Vincent Minnelli, hrají: Jennifer Jones, James Mason)
- 1989: Spasi i sochrani (česky uváděno jako Ema Bovaryová (Smiluj se nad námi) nebo Ema Bovaryová (Zachraň a zachovej)) (SSSR, 165 minut, režie Alexandr Sokurov, hrají: Cécile Zervudacki, Robert Vaap): z předlohy jen volně vychází, odehrává se na ruském venkově.
- 1991: Madame Bovary (Francie, 140 minut, režie: Claude Chabrol, hrají: Isabelle Huppertová, Jean - François Balmer): velice přesně se drží předlohy, kritikou označeno za nezdařený pokus překonat Renoirovu verzi.
- 1993: Vale Abraão (Abrahámovo údolí) (Francie, Portugalsko, Švýcarsko, režie: Manoel de Oliveira, hrají: Leonor Silveira, Cécile Sanz de Alba): velmi volná adaptace, odehrávající se v Portugalsku v 60. letech
- 2000: Madame Bovary (Spojené království, režie: Tim Fywell, hrají: Frances O'Connor, Hugh Bonneville, Barbara Jefford): televizní minisérie.
- 2010: Ema B. (Slovensko), díl z televizní série Nesmrteľní.
- 2014: Madame Bovary (USA, režie: Sophie Barthes, hrají: Mia Wasikowska, Ezra Miller, Paul Giamatti)

## Knihy
- Paní Bovaryovou se inspiroval Jean Améry při psaní románu Karel Bovary, venkovský lékař. Portrét obyčejného muže (1978, česky 2007).

## Audioknihy a rozhlasové adaptace
Audioknihu Paní Bovaryová načetla Valérie Zawadská v roce 2017 v edici Mistři slova.
Rozhlasová dramatizace vznikla v roce 1971 pro Československý rozhlas. Viola Zinková ztvárnila titulní roli Emy Bovaryové.

## Překlady
První anglický překlad udělala Eleanor Marxová, dcera Karla Marxe.